# 2010等你来
2010等你来（英語：Right Here Waiting for You 2010）是在2010年3月30日被定为2010年上海世博会倒计时30天的推广歌曲，该歌曲由冈本真夜作曲、缪森抄袭、张鹏作词。据称这首歌曲从创作到最终定型总共花费了6年的时间，歌曲之所以能被选为倒计时30天的推广曲目，有关方面表示，是因为它在网络上比较流行，同时歌曲唱起来琅琅上口。

## 相关人员
- 作词：张鹏
- 作曲：
  - 署名作曲：缪森（Miao Sen）
  - 实际作曲：冈本真夜（Mayo Okamoto）
- MV导演：王国平[1]
- 演唱及MV出演：成龙、郎朗、姚明、杨澜、刘德华、李宁、李冰冰、刘翔等

## 涉嫌抄袭
就在上海世博会临近的时候，有网民指出这首歌是抄袭的，它的原版是来自于1996年日本东京的TBS電視所播放的电视剧《回来的第二次机会》中的插曲《そのままの君でいて》，翻译为中文是《不变的你就好》，演唱者为冈本真夜，新加坡的音乐人颜毓添认为《2010等你来》这首歌每段的首个音符和最末的音符与《不变的你就好》几乎完全一样。而从音乐的角度来考虑，它的相似度超出了8小节，已经构成了抄袭。
另外，还有人指出，该歌MV创意抄袭了《北京欢迎你》，不过对于抄袭《北京欢迎你》这项指控，歌曲的作词者张鹏对此予以否认。
2010年4月17日，上海世博会官方网站刊登消息称《2010等你来》因涉嫌作曲著作权的纷争，已经被上海世博局暂停使用。这无疑从一个最直接的角度变相承认了该歌所谓的作曲者缪森的抄袭行为。此消息在当天也被海内外各大媒体所转载。
4月19日，上海世博向岡本真夜以及其事務所請求授權，然後岡本真夜和事務所就限制性使用基本上答應。除此之外，她本人還表示在這種重要盛會上歌曲能被選用，
是她的榮幸。
4月22日，“作曲者”繆森發表正式聲明否認抄襲，並指稱這些抄襲的指控是「誤導公眾」、「別有用心」。
4月27日，針對上述繆森的聲明，岡本的所屬事務所與唱片公司發表聯合聲明提到「從主歌到副歌這樣原封不動地被『翻唱』是不對的」，表達了對於此曲的抄襲指責；並強烈希望“作曲者”繆森正視這個問題。
在繆森的聲明之後，岡本真夜這邊就再也沒有收到來自上海世博的聯絡，本來是倒計時30天宣傳歌的《2010等你来》也呈現被冷凍不用的狀態直到世博開幕。此曲本來預訂是4月30日開幕式的表演之一，也默默被取消；中国國內也一律禁止報導上海世博向岡本真夜這方請求授權的有關新聞。